# Desa Indragiri (administrativ by i Indonesien, lat -7,10, long 108,36)
Desa Indragiri är en administrativ by i Indonesien.   Den ligger i provinsen Jawa Barat, i den västra delen av landet, 190 km sydost om huvudstaden Jakarta.